# Atlapetes nationi
El matorralero de vientre rojizo o atlapetes ventrirrufo (Atlapetes nationi), es una especie de ave passeriforme de la familia Passerellidae endémica del los Andes del suroeste de Perú.

## Distribución y hábitat
Su hábitat natural son los matorrales de montaña a lo largo de la vertiente oeste de los Andes del suroeste de Perú, entre los 2100 y 4000 m. Bastante común en el centro de Perú, pero se vuelve menos común hacia el sur. 